# 1928년 동계 올림픽 크로스컨트리
1928년 동계 올림픽의 크로스컨트리는 1928년 2월 14일부터 2월 17일까지 스위스 장크트모리츠에서 경기가 진행됐다.

## 메달 요약
| 종목         | 금                           | 은                     | 동                             |
| ------------ | ---------------------------- | ---------------------- | ------------------------------ |
| 18 km 자세히 | 요한 그뢰텀브로텐 · 노르웨이 | 올레 헤게 · 노르웨이   | 레이다르 외데고르드 · 노르웨이 |
| 50 km 자세히 | 페르-에릭 헤드룬드 · 스웨덴  | 구스타프 욘손 · 스웨덴 | 볼게르 안데르손 · 스웨덴       |

## 참가 국가
오스트리아, 헝가리, 미국으로부터 온 선수들은 18km 종목에만 참가했다. 19명의 선수들이 두 개의 경기 모두 참가했다. 15개국으로부터 온 71명의 선수들이 대회에 참가했다.
- 노르웨이 (7)
- 독일 (5)
- 미국 (3)
- 스웨덴 (6)
- 스위스 (6)
- 오스트리아 (1)
- 유고슬라비아 (6)
- 이탈리아 (4)
- 일본 (5)
- 체코슬로바키아 (6)
- 캐나다 (2)
- 폴란드 (4)
- 프랑스 (8)
- 핀란드 (7)
- 헝가리 (1)

## 메달 표
| 순위 | 국가     | 금메달 | 은메달 | 동메달 | 합계 |
| ---- | -------- | ------ | ------ | ------ | ---- |
| 1    | 스웨덴   | 1      | 1      | 1      | 3    |
| 1    | 노르웨이 | 1      | 1      | 1      | 3    |

## 참조
- IOC 데이터베이스